# Stora Rödskär, Korpo
Stora Rödskär är en ö i Finland. Den ligger i Skärgårdshavet eller Norra Östersjön och i kommunen Pargas i den ekonomiska regionen  Åboland i landskapet Egentliga Finland, i den sydvästra delen av landet. Ön ligger omkring 81 kilometer söder om Åbo och omkring 190 kilometer väster om Helsingfors. Stora Rödskär ligger 7 meter över havet.
Öns area är 2,9 hektar och dess största längd är 220 meter i nord-sydlig riktning.